# Национальная ассамблея Нигерии
Национальная ассамблея Нигерии (англ. National Assembly of Nigeria) — федеральный законодательный орган (парламент) Нигерии.

## Состав
Современный парламент состоит из двух палат:
- Верхняя палата — Сенат Нигерии
- Нижняя палата — Палата представителей Нигерии.

## Палата представителей
Палата представителей является нижней палатой парламента Нигерии. Всего 360 депутатов. Депутаты избираются по мажоритарной системе относительного большинства. Срок полномочий всех депутатов — 4 года.

## Сенат
Сенат является верхней палатой парламента Нигерии. В него входит 109 сенаторов, которые избираются по мажоритарной системе относительного большинства в 36 трёхмандатных и одном одномандатном округе. Председатель Сената избирается непрямым голосованием из сенаторов.